# Philipp Wollscheid
Philipp Wollscheid (Wadern, Alemania, 6 de marzo de 1989) es un exfutbolista alemán que jugaba de defensa.

## Selección nacional
Fue internacional con la selección de fútbol de Alemania en dos ocasiones.

## Clubes
| Club                        | País       | Año       |
| --------------------------- | ---------- | --------- |
| RW Hasborn-Dautweiler       | Alemania   | 2007-2008 |
| 1. F. C. Saarbrücken        | Alemania   | 2008-2009 |
| F. C. Núremberg "II"        | Alemania   | 2009-2010 |
| F. C. Núremberg             | Alemania   | 2011-2012 |
| Bayer 04 Leverkusen         | Alemania   | 2012-2015 |
| 1. FSV Maguncia 05 (cedido) | Alemania   | 2014      |
| Stoke City F. C. (cedido)   | Inglaterra | 2015      |
| Stoke City F. C.            | Inglaterra | 2015-2017 |
| VfL Wolfsburgo (cedido)     | Alemania   | 2016-2017 |
| F. C. Metz                  | Francia    | 2017-2018 |